# Church Point (Luisiana)
Church Point es un pueblo ubicado en la parroquia de Acadia en el estado estadounidense de Luisiana. En el Censo de 2010 tenía una población de 4560 habitantes y una densidad poblacional de 608,16 personas por km².

## Geografía
Church Point se encuentra ubicado en las coordenadas 30°24′13″N 92°12′52″O / 30.40361, -92.21444. Según la Oficina del Censo de los Estados Unidos, Church Point tiene una superficie total de 7.5 km², de la cual 7.5 km² corresponden a tierra firme y (0%) 0 km² es agua.

## Demografía
Según el censo de 2010, había 4560 personas residiendo en Church Point. La densidad de población era de 608,16 hab./km². De los 4560 habitantes, Church Point estaba compuesto por el 60.88% blancos, el 36.12% eran afroamericanos, el 0.26% eran amerindios, el 0.11% eran asiáticos, el 0.02% eran isleños del Pacífico, el 1.16% eran de otras razas y el 1.45% pertenecían a dos o más razas. Del total de la población el 2.06% eran hispanos o latinos de cualquier raza.